# 정성모
정성모(1956년 10월 20일 ~ )는 대한민국의 배우이다.

## 생애
1976년 연극배우 첫 데뷔하였고 이듬해 1977년 뮤지컬 배우 데뷔한 그는 대학 졸업 후 계속 연극 분야에서 활동하다가 1982년 MBC 공채 탤런트 15기로 입문하였다.
1985년 베스트셀러극장 《낮보다 밝은 밤》으로 MBC 연기대상 신인상을 수상하였다. 하지만 《성공시대》에서 단역으로 나오는 등 보조 출연자를 전전했다.
1993년 늦게 결혼했다.
이후 《모래시계》의 악역으로 큰 인상을 남겼다.

## 학력
- 안양예술고등학교 (연극영화과 / 졸업)
- 서울예술전문대학 (영화과 / 전문학사)

## 출연작

### 드라마

#### MBC
- 1982년 주간드라마 《박순경》
- 1983년 반공드라마 《3840 유격대》
- 1983년 드라마 《고산자 김정호》
- 1985년 베스트셀러극장 《낮보다 밝은 밤》 ... 삼수 역
- 1985년 대하드라마 《억새풀》
- 1985년 특별기획드라마 《조선왕조 오백년 - 임진왜란》 ... 임해군 역
- 1985년 주간드라마 《갯마을》 ... 성환 역
- 1986년 특별기획드라마 《조선왕조 오백년 - 회천문》
- 1986년 창사특집극 《젊은 날의 초상》
- 1987년 신년특집 드라마 《우리들의 신부》
- 1987년 월화드라마 《야호》
- 1987년 월화드라마 《아름다운 밀회》 ... 김형사 역
- 1988년 미니시리즈 《인간시장》 ... 명식 역
- 1989년 미니시리즈 《황제를 위하여》
- 1989년 특집드라마 《수난2대》
- 1989년 미니시리즈 《거인》 ... 이동근 역
- 1989년 특집드라마 《타오르는 강》
- 1990년 청춘드라마 《우리들의 천국》 ... 하명욱 역
- 1990년 특별기획드라마 《조선왕조 오백년 - 대원군》 ... 오카모토 류노스케 역
- 1991년 특별기획드라마 《여명의 눈동자》 ... 이성도 역
- 1991년 미니시리즈 《행복어사전》 ... 사회부 기자 역
- 1991년 미니시리즈 《내 마음은 호수》 ... 강준 역
- 1992년 특별기획드라마 《일출봉》 ... 윤진성 역
- 1992년 8.15특집극 《춘원 이광수》 ... 홍명희 역
- 1992년 베스트극장 《이별연습》 ... 수철 역
- 1993년 베스트극장 《형제》 ... 경석 역
- 1993년 베스트극장 《거름꽃》 ... 철이 역
- 1993년 특별기획드라마 《제3공화국》 ... 전재구 중령 역
- 1994년 베스트극장 《달빛 아래 사랑》
- 1994년 3.1절특집극 《맞수》 ... 바둑전문기자 인수 역
- 1994년 6.25특집극 《유월에서 팔월 사이》
- 1994년 특별기획드라마 《야망》 ... 이승훈 역
- 1994년 주말연속극 《서울의 달》 ... 임승규 역
- 1995년 베스트극장 《노란 나비 노란 꽃에》
- 1995년 베스트극장 《서울블루스》
- 1996년 수목드라마 《미망》 ... 전이성 역
- 1996년 6.25특집극 《낫》 ... 배낙철/엄귀수 역
- 1997년 수목드라아 《내가 사는 이유》 ... 끝수 역
- 1998년 베스트극장 《지하철 치한에 관한 보고서》
- 2000년 주간연속극 《깁스가족》 ... 최태만 역
- 2000년 주말연속극 《엄마야 누나야》 ... 장기중 역
- 2002년 아침드라마 《내 이름은 공주》 ... 이창섭 역
- 2002년 한일합작드라마 《소나기 비 갠 오후》
- 2003년 법정드라마 《실화극장 죄와 벌》 ... 검사 역
- 2004년 특별기획드라마 《영웅시대》 ... 국대호의 차남 국철승 역
- 2005년 특별기획 주말드라마 《신돈》 ... 이인복 역
- 2007년 수목미니시리즈 《개와 늑대의 시간》 ... 서영길 역
- 2009년 창사48주년 특별기획드라마 《선덕여왕》 ... 김서현(김유신의 아버지) 역
- 2011년 특별기획드라마 《계백》 ... 윤충 역
- 2012년 대장경천년특별기획 《무신》 ... 최향 역
- 2013년 일일연속사극 《제왕의 딸 수백향》 ... 내숙 역
- 2014년 월화미니시리즈 《오만과 편견》 ... 열무 父 역
- 2016년 월화드라마 《몬스터》 ... 어경석 역
- 2017년 아침드라마 《역류》 ... 강백산 역
- 2019년 아침드라마 《모두 다 쿵따리》 ... 조 실장 역(11회, 특별출연)
- 2021년 일일드라마 《두 번째 남편》 ... 윤대국 역 (본작의 진 최종 보스)
- 2022년 일일드라마 《마녀의 게임》 ... 유기현 역
- 2023년 일일드라마 《하늘의 인연》 ... 방장 역

#### KBS
- 1990년 KBS 2TV 미니시리즈 《겨울 나그네》 ... 현태 역
- 1993년 KBS 1TV 대하드라마 《먼동》 ... 박인선 역
- 1994년 KBS1 청소년특집극 《5월의 여행》
- 1995년 KBS1 일일연속극 《바람은 불어도》 ... 황찬해 역
- 1996년 KBS2 단막극 《KBS 드라마게임 - 깊은 바다》 ... 민수 역
- 1997년 KBS2 미니시리즈 《폭풍속으로》 ... 이형섭 역
- 1997년 KBS1 일일연속극 《정 때문에》 ... 홍상표 역
- 1998년 KBS1 대하드라마 《왕과 비》 ... 안평대군 역
- 1998년 KBS2 미니시리즈 《거짓말》
- 1999년 KBS2 단막극 《일요베스트 - 피서지에서 생긴 일》
- 1998년 KBS2 미니시리즈 《맨발의 청춘》 ... 강수 역
- 2000년 KBS2 아침드라마 《송화》 ... 동춘 역
- 2001년 KBS2 특별기획드라마 《명성황후》 ... 김병기 역
- 2002년 KBS2 일일시트콤 《동물원 사람들》 ... 정운종 역
- 2003년 KBS2 특별기획드라마 《장희빈》 ... 장희재 역
- 2004년 KBS2 단막극 《드라마시티 - 하루》 ... 오병수 역
- 2006년 KBS1 TV소설 《강이 되어 만나리》 ... 조상진 역
- 2006년 KBS2 월화미니시리즈 《미스터 굿바이》 ... 강철구 역
- 2008년 KBS2 HD 특별기획드라마 《바람의 나라》 ... 배극 역
- 2009년 KBS2 아침드라마 《다 줄꺼야》 ... 공정길 역
- 2010년 KBS2 수목드라마 《제빵왕 김탁구》 ... 거성식품 비서실장 한승재 역
- 2019년 KBS2 월화드라마 《너의 노래를 들려줘》 ... 장석현 역

#### SBS
- 1994년 명랑가족드라마 《좋은 걸 어떡해》 ... 황보장두 역
- 1995년 특별기획 《모래시계》 ... 이종도 역
- 1995년 드라마스페셜 《째즈》 ... 유병욱 역
- 1995년 창사5주년 특별기획드라마 《코리아게이트》 ... 대통령 경호실장 박종규 역
- 1997년 신년특집극 《불타는 노을》 ... 작은 아들 역
- 1998년 특별기획 《삼김시대》 ... 권노갑 역
- 1998년 드라마스페셜 《홍길동》 ... 활빈당 일원 역
- 1998년 특별기획 《백야 3.98》 ... 김일구 중위 역
- 1999년 일일드라마 《약속》 ... 임신조 역
- 2001년 드라마스페셜 《신화》 ... 나형구 역
- 2002년 설날특집극 《화투》 ... 독사 역
- 2002년 특별기획 《대망》 ... 금평대군 역
- 2014년 일일드라마 《사랑만 할래》 ... 김상배 역
- 2015년 드라마스페셜 《마을 - 아치아라의 비밀》 ... 서창권 역
- 2020년 월화드라마 《펜트하우스》 ... 천명수 역

#### 타방송사
- 2012년 TV조선 미니시리즈 《한반도》 ... 조국철 역
- 2012년 채널A 미니시리즈 《굿바이 마눌》 ... 소용대 역
- 2013년 JTBC 대하드라마 《궁중잔혹사 - 꽃들의 전쟁》 ... 김자점 역

### 영화
- 1986년 《서울황제》 - 사회자 역
- 1988년 《성공시대》 - 면접생 1 역
- 1992년 《언제나 막차를 타고 오는 사람》 - 영훈 역
- 1995년 《손톱》
- 2002년 《4발가락》 - 홍두깨 역
- 2004년 《도마 안중근》 - 검찰관 역
- 2006년 《모노폴리》 - NSI 차장 역
- 2008년 《신기전》 - 사마순 역
- 2009년 《킬미》 - 나금수 역
- 2017년 《더 킹》 - 박명훈 역
- 2022년 《경관의 피》 - 김 회장 역
- 2022년 《헌트》 - 김순식 장군 역

### 연극
- 1995년 《맨 프라이데이》 ... 로빈슨 크루소 역

### 뮤지컬
- 2000년 《아가씨와 건달들》

## 연기 외 활동

### 광고
- 1994년 해태제과 고향만두(with 최화정)
- 1995년 보령제약 겔포스 엠(with 안재욱)
- 1996년 삼성전자 삼성청소기잠잠

### 방송
- 2011년 YTN 《뉴스&이슈 - 이슈앤피플》
- 2017년 E채널 《내 딸의 남자들 : 아빠가 보고 있다》

## 수상
- 1985년 MBC 연기대상 신인상 《베스트셀러극장 - 낮보다 밝은 밤》